# Maarslagterpolder
De Maarslagterpolder is een voormalig waterschap in de provincie Groningen.
Het waterschap lag op het westelijke gedeelte van de uiterdijk van het Reitdiep, tussen van Schouwerzijl en Schaphalsterzijl. De polder waterde af via een houten duiker op de rivier. Het oostelijke deel van de uiterdijk werd ingenomen door de Maarhuisterpolder.
Waterstaatkundig gezien ligt het gebied sinds 1995 binnen dat van het waterschapp Noorderzijlvest.

## Naam
De polder is genoemd naar Groot Maarslag, de plaats waar de uiterdijk toebehoorde.